# Devantegnur, Chitapur
Devantegnur là một làng thuộc tehsil Chitapur, huyện Gulbarga, bang Karnataka, Ấn Độ.